# ミス・マープルシリーズ (日本テレビのドラマ)
『ミス・マープルシリーズ』（日本テレビのドラマ）は、2006年から2007年まで日本テレビ系で放送されたアガサ・クリスティのミス・マープルシリーズを原作としたテレビドラマについて解説する。全3回。主演は岸惠子。
放送枠は「DRAMA COMPLEX」（第1作）、「火曜ドラマゴールド」（第2作・第3作）。
主人公のミス・マープルは推理マニアの女性・馬淵淳子に置き換えられてある。
ストーリー展開としては、淳子（ルリ子、あるいは両方）が遭遇した事件に淳子が興味を持ち、ルリ子を潜入捜査させる、というもの。

## キャスト

### レギュラー
馬淵淳子
演 - 岸惠子
推理マニアの女性。
漆原ルリ子
演 - はしのえみ
東京大学数学科卒業という異色の経歴を持つハウスキーパー。淳子の下で働いた経験があり、淳子から潜入捜査のアルバイトを持ちかけられる。
堂本信吾
演 - 永井大
静岡県警捜査一課長。階級は警視。淳子とは旧知の仲で、淳子には協力的。エピソードが進むにつれて、ルリ子を意識するようになる。
紺野
演 - 小林隆
静岡県警富士中央警察署刑事課長。階級は警部。
島倉
演 - 正名僕蔵
静岡県警富士中央警察署刑事課員。

### ゲスト
第1作「嘘をつく死体」（2006年）
- 倉林恵美（輝隆の秘書で長女） - 広田レオナ
- 倉林清二（輝隆の次男・画家） - 中村育二
- 倉林礼三（輝隆の三男・ブローカー） - 宅間孝行
- 東山光彦（輝隆の次女の婿） - 大久保博元
- キダ（倉林家の通いのお手伝い） - 鷲尾真知子
- 稲葉謙二郎（輝隆の主治医） - 野々村真
- 神保貞夫（顧問弁護士） - 中丸新将
- 倉林輝隆（大邸宅の当主・会社社長） - 竜雷太（特別出演）
- 東山マコト（光彦の息子・小学生） - 尾関優哉
- 殺される女 - 平田洸帆
- 輝隆の妻（故人） - 養父洋美
- 倉林英一（輝隆の長男・故人） - 飛鳥幸一
- 倉林久美人子（故人） - 佐藤まゆみ
- 牧えりか（馬淵淳子の親友） - 木の実ナナ
- 看護師 - 田口かるた
- ウェイター - 永井慎一

第2作「大女優殺人事件」（2007年）
- 野島貴広（真里奈の最初の夫・病院院長） - 寺泉憲
- 沼崎彰（真里奈の二番目の夫・プロデューサー） - 井上順
- 住田亨（真里奈の現在の夫・監督） - 草刈正雄（特別出演）
- 月ヶ瀬小夏 - 松坂慶子
- 坂東都季子（別荘の前の所有者） - 水前寺清子
- 鳥羽悟（洋子の夫） - 谷隼人
- 鳥羽洋子（別荘の隣人） - 西川峰子
- 志村英里子（付き人） - 片桐はいり
- 暮山真里奈（大女優・別荘の所有者） - 浅丘ルリ子
- 蒼木麗螺（女優） - 櫻井淳子
- 記者 - 吉舎聖史
- 真里奈の娘 - 八木優希

第3作「予告殺人」（2007年）
- 渡辺由紀（ルリ子の学生時代のバイト仲間） - 秋本奈緒美
- 飯塚文吉（ルリ子の学生時代のバイト仲間） - 光石研
- 田辺尚之（ルリ子の学生時代のバイト仲間） - 細川茂樹
- 瀬戸英理子（ルリ子の学生時代のバイト仲間・旅館の仲居） - 鈴木砂羽
- 下田里美（旅館の仲居） - 上原さくら
- 下田悟（旅館の板長・里美の兄） - 草野康太
- 庄司アキラ - 片桐竜次
- 佐伯知子 - 菅井きん
- 土井道代（旅館の仲居頭） - 森公美子
- 黒田麗子（旅館の女将） - 高橋惠子
- 警察官 - 永井慎一
- 明美 - 神代清美

## スタッフ
- 原作 - アガサ・クリスティー
- 脚本 - ジェームス三木、寺田敏雄、渡辺雄介、山崎愛里幸
- 演出 - 猪股隆一、楠田泰之
- プロデューサー - 佐藤敦（日本テレビ）、大野哲哉（日本テレビ）、大森美孝（日本テレビエンタープライズ）
- 制作 - 日本テレビ

## 放送日程
| 話数 | 放送日        | タイトル       | 原作                                      | 脚本                | 演出     |
| ---- | ------------- | -------------- | ----------------------------------------- | ------------------- | -------- |
| 1    | 2006年4月11日 | 嘘をつく死体   | 「パディントン発4時50分」（ハヤカワ文庫） | ジェームス三木      | 猪股隆一 |
| 2    | 2007年1月09日 | 大女優殺人事件 | 「鏡は横にひび割れて」（ハヤカワ文庫）    | 寺田敏雄            | 楠田泰之 |
| 3    | 2007年3月06日 | 予告殺人       | 「予告殺人」（ハヤカワ文庫）              | 渡辺雄介 山崎愛里幸 | 楠田泰之 |

## 備考
ドラマ・コンプレックスは「いくつになっても輝いている女性を主人公にした作品」をコンセプトに作られ、本作もそうした路線の作品であった。岸惠子は他にもクリスティ関連作品に出演しており、しばらくの間「一定世代以上の人にとって、クリスティ的な世界観に最もよく似合う日本の女優」と見なされていた。
『パディントン発4時50分』の日本での実写映像化はこれが初めてであった。